# Zaphirs Spitzmaus

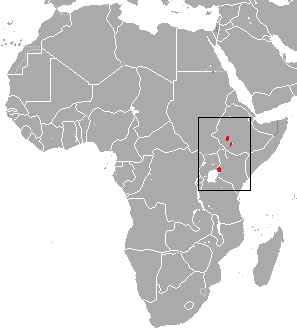
Verbreitungsgebiet von Zaphirs Spitzmaus

Zaphirs Spitzmaus (Crocidura zaphiri) ist ein wenig erforschtes Säugetier in der Gattung der Weißzahnspitzmäuse. Das Typusexemplar stammt aus der Provinz Kaffa im westlichen Äthiopien.

## Kennzeichen
Für ein Exemplar wurde eine Kopf-Rumpf-Länge von 105 mm, einer Schwanzlänge von 60 mm, Hinterfüße von 19 mm Länge und 11 mm lange Ohren ermittelt. Oberseits ist graubraunes bis zimtbraunes Fell vorhanden, während auf der Unterseite helleres und mehr graues Fell vorkommt. Der Schwanz ist einheitlich braun gefärbt. Im Oberkiefer sind hinter den Schneidezähnen mehrere einspitzige Zähne vorhanden. Dabei ist der Zweite kleiner als der Dritte.

## Verbreitung
Zaphirs Spitzmaus hat mehrere disjunkte Populationen im Südwesten Äthiopiens und Westen Kenias. Sie lebt in Wäldern. Weitere Angaben zum Verhalten fehlen.
An den Fundstellen wird der Wald in Nutzflächen umgewandelt. Die Populationsgröße und notwendige Bedingungen für die Art sind nicht bekannt. Die IUCN listet Zaphirs Spitzmaus mit ungenügende Datenlage (data deficient).